# O Barco de Valdeorras
O Barco de Valdeorras – gmina w Hiszpanii, w prowincji Ourense, w Galicji, o powierzchni 85,69 km². W 2011 roku gmina liczyła 14 052 mieszkańców.